# Université Zeppelin

Logo de l'université.

L'université Zeppelin (en allemand Zeppelin Universität, abrégé ZU) est une université allemande de la ville de Friedrichshafen, près du Lac de Constance. Il s'agit d'une université privée, accréditée par l’État du Bade-Wurtemberg. L'université est portée par une fondation d'utilité publique créée par la firme Zeppelin, dont Friedrichshafen est le lieu d'implantation historique.

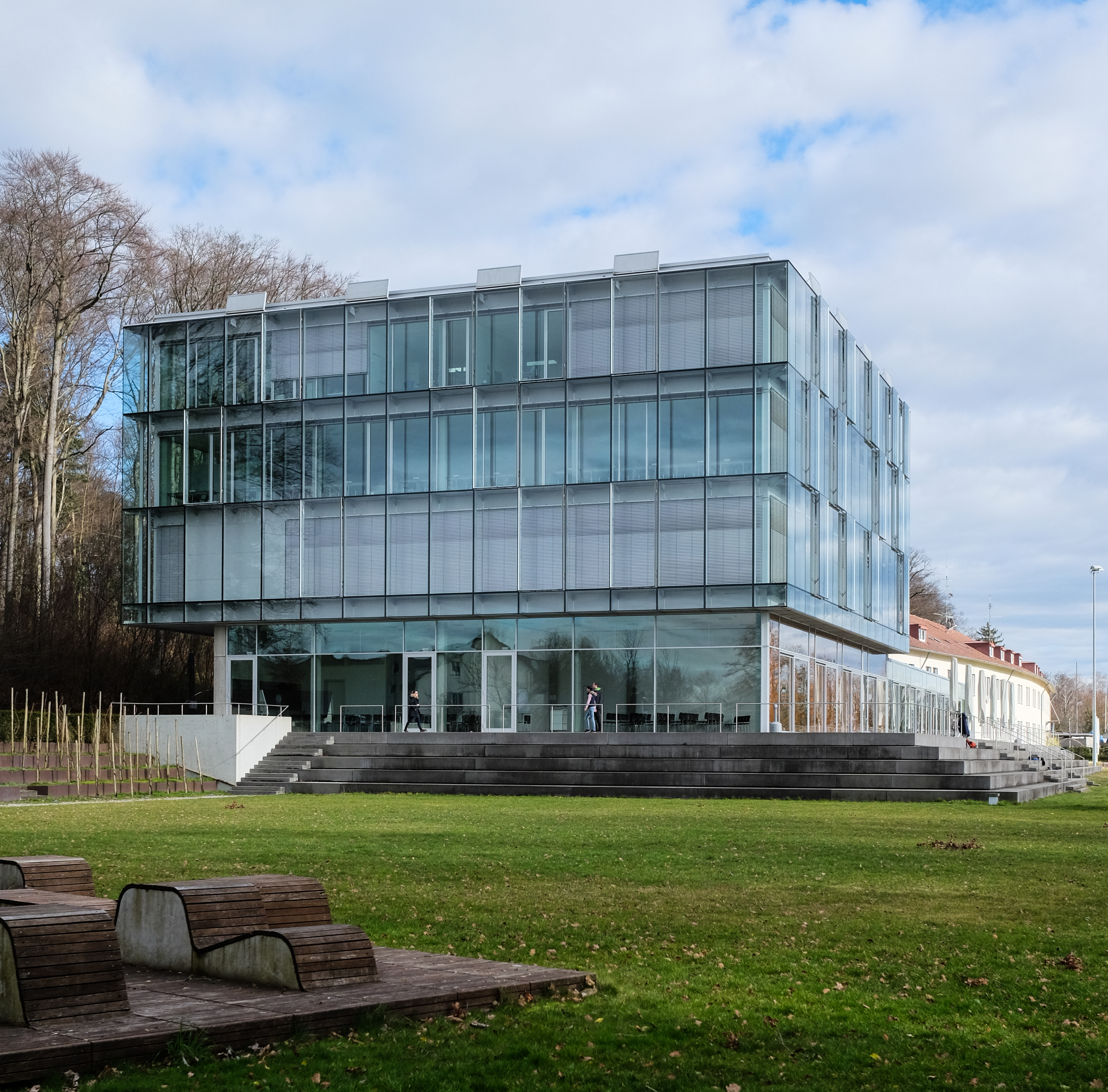
Bâtiment de l’université Zeppelin.

En France, elle est partenaire avec les Universités d'Avignon, Bordeaux et Orléans, les IEP de Paris et Reims, l'EM Strasbourg et l'IAE de Lyon.
Elle enseigne essentiellement les sciences sociales, l'économie, la gestion, les relations internationales, les sciences politiques et la communication (en master ou bachelor).